# Национальное движение (Польша)
Национальное движение (пол. Ruch narodowy, RN) — польское ультраправое консервативное националистическое движение, с 10 декабря 2014 политическая партия. С 2019 входит в состав Конфедерации свободы и независимости.

## История

### Основание
О создании движения было объявлено 11 ноября 2012 на Марше независимости. Учередителями движения стали члены националистических организаций, таких как Национально-радикальный лагерь, Всепольская молодёжь и члены партии Уния реальной политики.

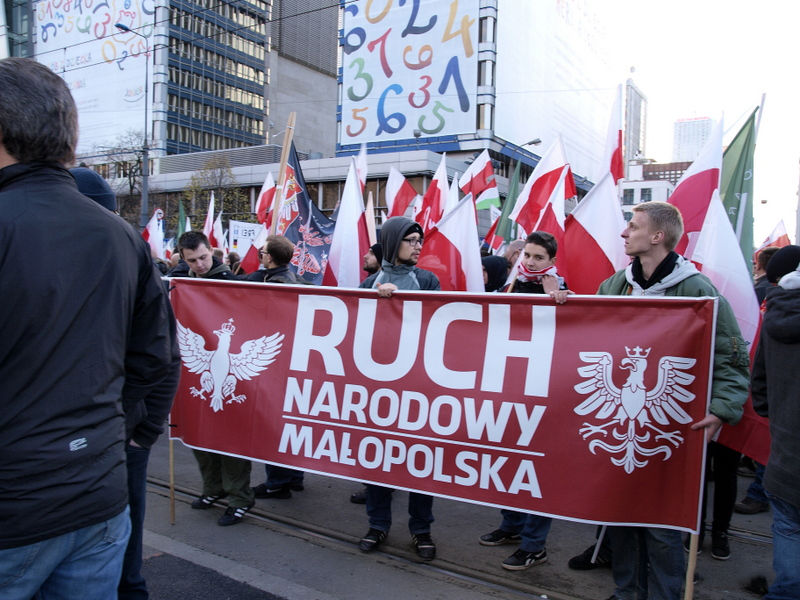
На Марше независимости в Варшаве, 2013

8 июня 2013 состоялся первый съезд движения, на котором Роберт Винницкий был избран лидером.
В 2014 движение приняло участие в выборах в Европарламент. В общей сумме кандидаты от Национального движения получили 98 626 голосов или 1,4 %.
В том же году Национальное движение приняло участие в местных выборах. Партийные списки движения были представлены во всех воеводствах, но ни в одном из них кандидаты от движения не смогли получить мандат депутата воеводского сеймика.

### Политическая партия

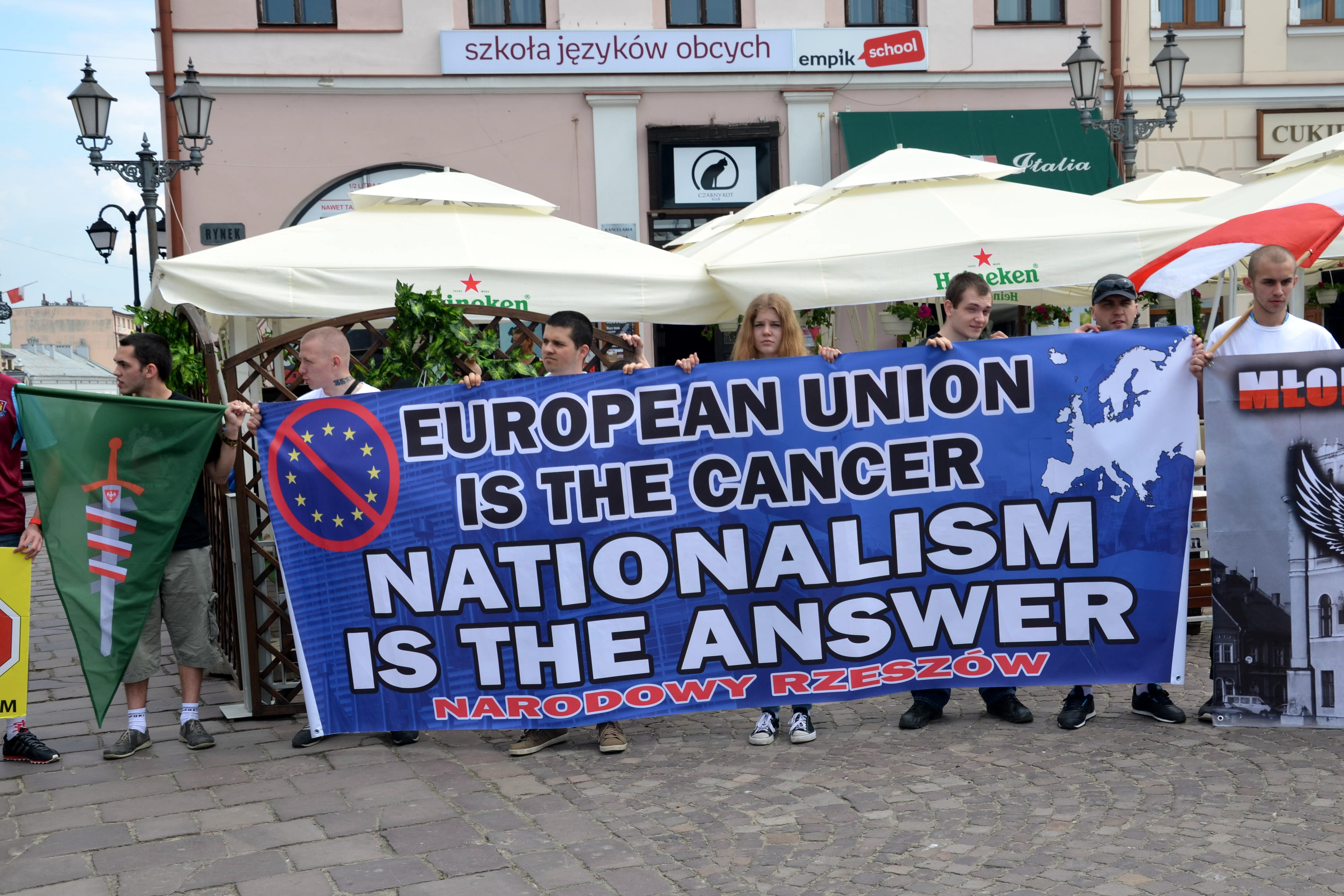
Пикет Национального движения в Жешуве, 2014

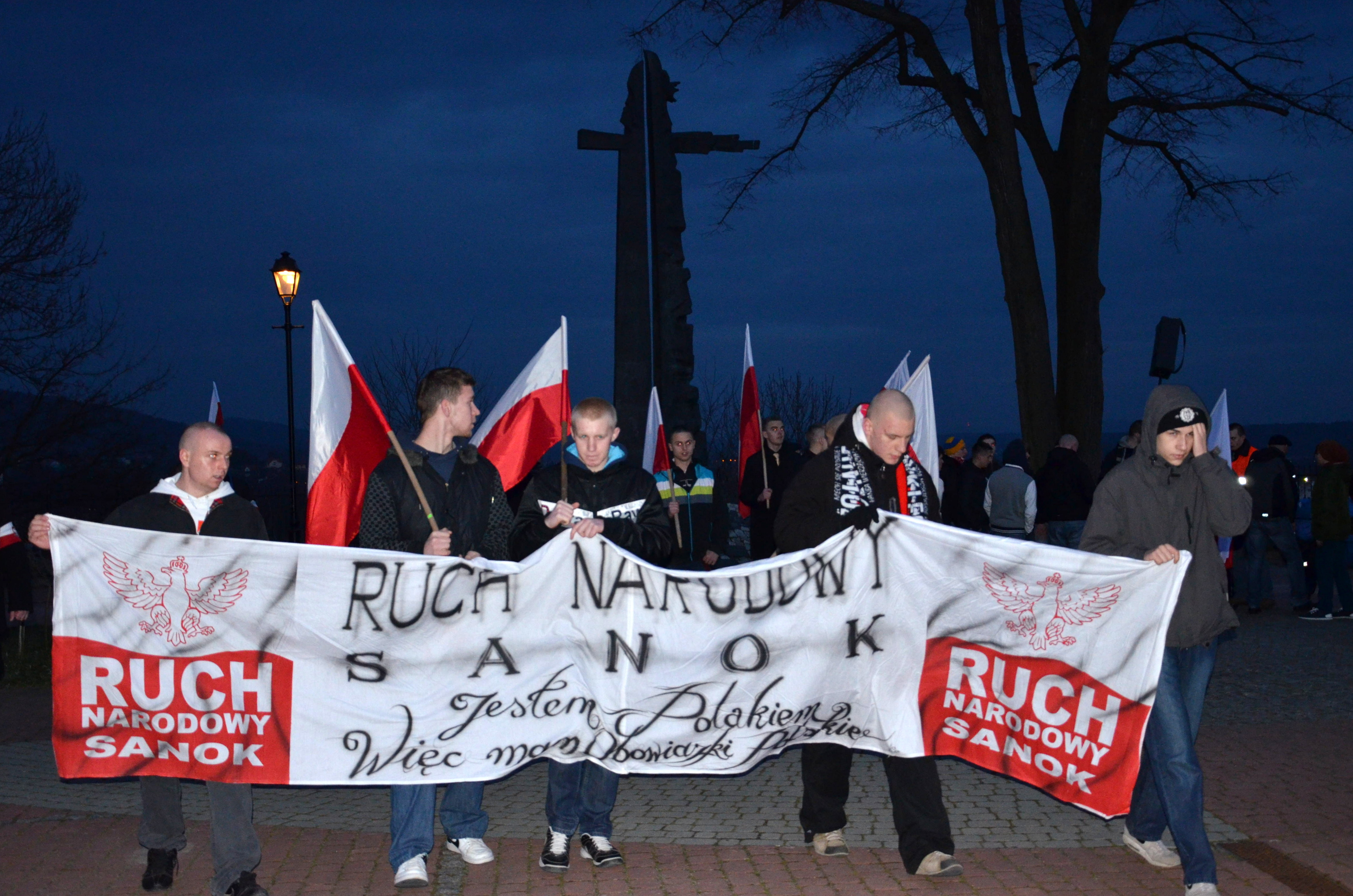
День памяти «проклятых солдат» в Саноке, 2014

10 декабря 2014 Национальное движение было зарегистрировано как самостоятельная политическая партия, лидером которой стал Роберт Винницкий.
17 декабря 2014 Мариан Ковалевский был объявлен кандидатом от Национального движения на президентских выборах 2015 года. В первом туре выборов, состоявшемся 10 мая 2015, Ковалевский получил 77 630 голосов или 0,52 % и занял 9 место среди всех кандидатов.
На парламентских выборах 2015 года партия участвовала в коалиции с Кукиз'15 и Избирательным комитетом Гжегожа Брауна «Удачи, Боже!». В результате Национальное движение получило 5 мест в Сейме.
16 января 2017 партия «Национальное движение» была исключена из официального реестра политических партий, однако 28 февраля 2018 партия была вновь зарегистрирована как «Национальное движение Республики Польша». 12 октября 2018 партия вернула свое старое название.
Партия приняла участие в местных выборах 2018 года, представив списки кандидатов во всех воеводствах. Национальное движение получило 1,26 % на национальном уровне. Максимальный результат был достигнут в Варминьско-Мазурском воеводстве — 2,56 %.
В 2019 Национальное движение заключило союз с партией Корвин для участия в выборах в Европарламент. 26 июля 2019 была зарегистрирована коалиционная партия Конфедерация свободы и независимости, в состав которой вошли Национальное движение и Корвин.
На парламентских выборах 2019 года все пять депутатов Сейма от Национального движения были переизбраны.
12 мая 2023 года Роберт Винницкий оставил пост председателя партии по состоянию здоровья, новым лидером Национального движения стал его заместитель Кшиштоф Босак.

## Идеология и программа

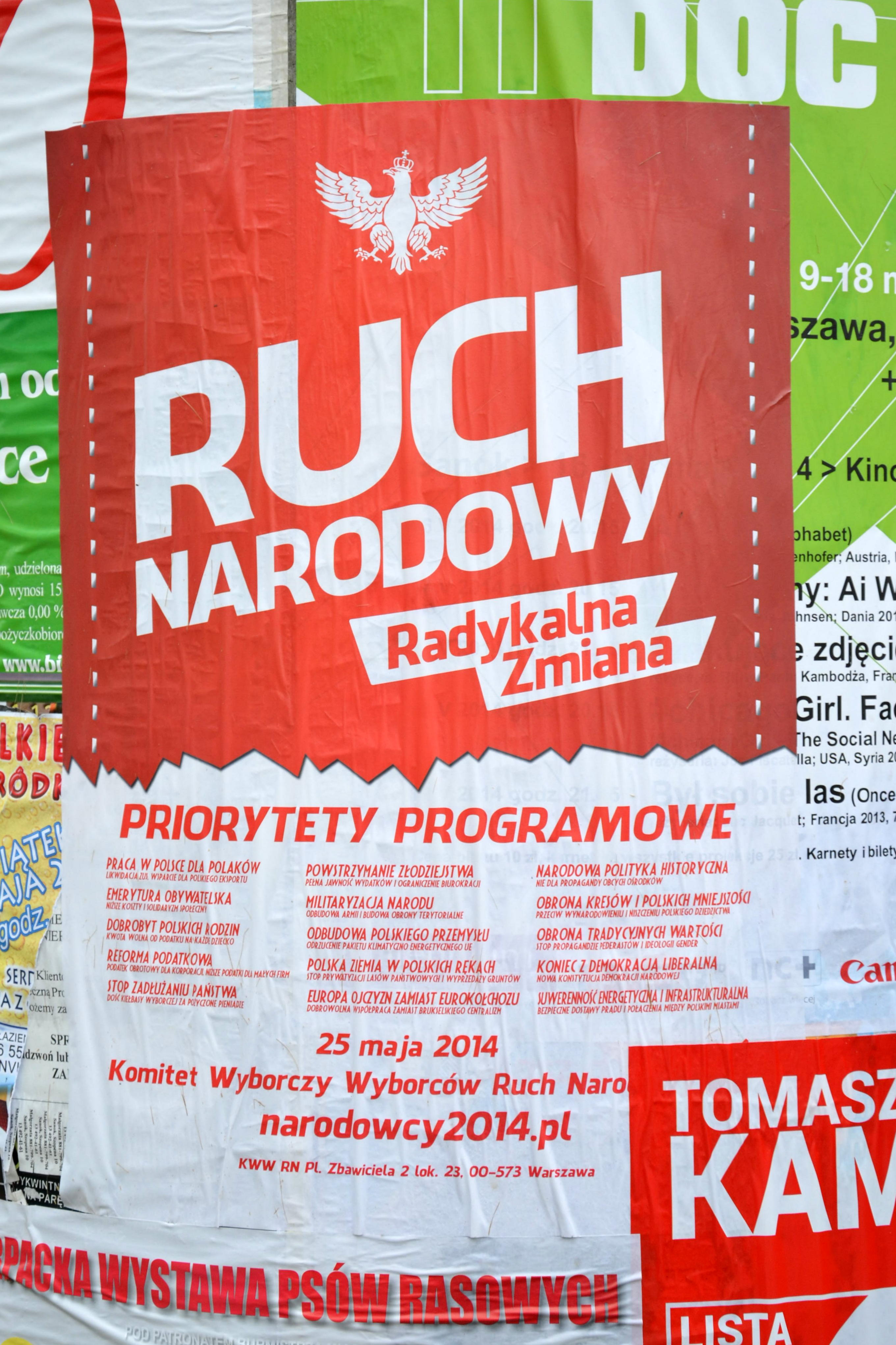
Агитационная листовка «Национального движения»

Партия придерживается ультранационалистической, национал-консервативной идеологической ориентации и поддерживает тесные связи с другими польскими националистическими и праворадикальными организациями, а также с католической церковью.
В идеологической декларации, принятой в январе 2013, руководство Национального движения обозначило три ее основных принципа: идентичность, суверенитет и свобода.
На втором съезде партии в 2014 году была представлена программа партии, в которую входили такие тезисы, как:
- Ликвидация Управления социального страхования
- Объединение подоходного налога и взносов на социальное страхование
- Введение «гражданской пенсии» — минимального прожиточного минимума, не зависящего от заработка и рабочего времени
- Введение необлагаемого налогом пособия на каждого ребенка в семье
- Снижение налога на прибыль
- Установление конституционного предела долга для государственных финансов
- Запрет абортов
- Полная прозрачность государственных финансов
- Реформирование Войска Польского
- Создание всеобщей территориальной обороны
- Расторжение Лиссабонского договора и замена его на «договор о суверенитете»
- Прекращение действия энергетического и климатического пакета и фискального пакта ЕС
- Борьба против возложения на поляков ответственности за Холокост
- Борьба с ЛГБТ движением
- Стремление к энергетической независимости

Национальное движение выступает против введения евро в Польше и до недавнего времени поддерживала выход Польши из ЕС и НАТО.
До 2022 года партия поддерживала связи с Россией, утверждая, что она не представляет угрозу Польше и её интересам, тем не менее, не поддержала аннексию Крыма Россией и осудила Януша Корвина-Микке, совершившего в 2015 году визит на полуостров.
После начала полномаштабного вторжения России в Украину вице-председатель партии Кшиштоф Босак призвал отключить Россию от SWIFT и перестать выдавать россиянам шенгенские визы.